# Enar Eckerberg
Enar Lars Eckerberg, född 28 juli 1900 i Kung Karls församling, Västmanlands län, död 7 september 1968, var en svensk jurist.
Eckerberg blev jur.kand. vid Uppsala universitet 1923, gjorde tingstjänstgöring 1924–1926 och blev e.o. notarie i Svea hovrätt 1926, t.f. fiskal 1929, assessor 1933, hovrättsråd 1938 och var t.f. expeditionschef i Socialdepartementet 1939–1940. Han var kanslichef i Industrikommissionen 1940–1941 och utnämndes till chef för rättsavdelningen i Finansdepartementet 1941, statssekreterare och expeditionschef i Handelsdepartementet 1944 och statssekreterare i Kommunikationsdepartementet 1945. Han var regeringsråd 1947–1967.
Han utnämndes 1948 till ordförande i Statens konstråd.